# 布朗堡
布朗堡（法語：Bourg-Blanc，法語發音：[buʁ blɑ̃]）是法国菲尼斯泰尔省的一个市镇，属于布雷斯特区。

## 地理
布朗堡（48°29'58"N, 4°30'18"W）面积28.31 平方千米，位于法国布列塔尼大區菲尼斯泰尔省，该省份为法国最西部的省份，位于布列塔尼半岛西部，北西南三面环大西洋，东临阿摩尔滨海省和莫尔比昂省。
与布朗堡接壤的市镇（或旧市镇、城区）包括：布雷斯特、科阿特梅阿勒、古埃努、普拉贝内克、普卢维安、米利扎克-吉普龙韦勒。

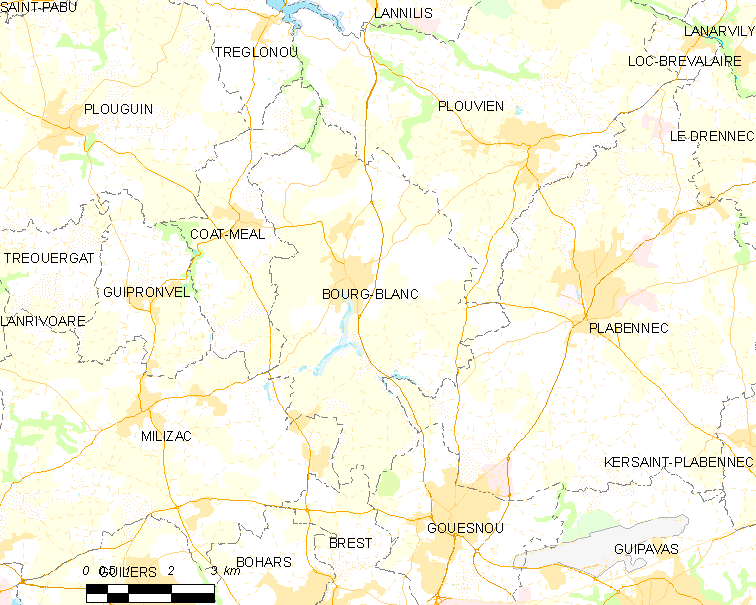
布朗堡的OSM定位图

布朗堡的时区为UTC+01:00、UTC+02:00（夏令时）。

## 行政
布朗堡的邮政编码为29860，INSEE市镇编码为29015。

## 政治
布朗堡所属的省级选区为普拉贝内克县。

## 人口

1962-2008年间布朗堡人口变化图示

布朗堡于2022年1月1日时的人口数量为3544人。